# Synagoge (Mühlen)
Die Synagoge in Mühlen, einem Stadtteil von Horb am Neckar im Landkreis Freudenstadt im nördlichen Baden-Württemberg, wurde 1811/12 errichtet. Die Synagoge an der Rottenburger Straße 5 wurde 1922 von der Jüdischen Gemeinde Mühlen verkauft und danach vom neuen Eigentümer zu einem bis heute erhaltenen Wohnhaus umgebaut. 

## Geschichte
Im Jahr 1810 erwarb die jüdische Gemeinde das Grundstück und beauftragte danach den Mühlener Zimmermeister Konrad Müller mit dem Bau nach den Plänen des Maurermeisters Gsell aus Eutingen. Zu dieser Zeit lebten 22 jüdische Familien mit 84 Personen in Mühlen. Etwa die Hälfte der Kosten wurde mit dem Verkauf der Plätze in der Synagoge an die Gemeindeglieder aufgebracht. Der restliche Betrag wurde durch einen Kredit der Grundherrschaft finanziert. 
Im Jahr 1921 war die Zahl der Juden in Mühlen so klein geworden, dass die Gemeinde bei der Israelitischen Oberkirchenbehörde den Antrag auf Selbstauflösung und Eingliederung in die Jüdische Gemeinde Horb stellte. 1922 wurde die Synagoge verkauft und vom Käufer in ein Wohnhaus umgebaut.

## Pläne aus dem Jahr 1810

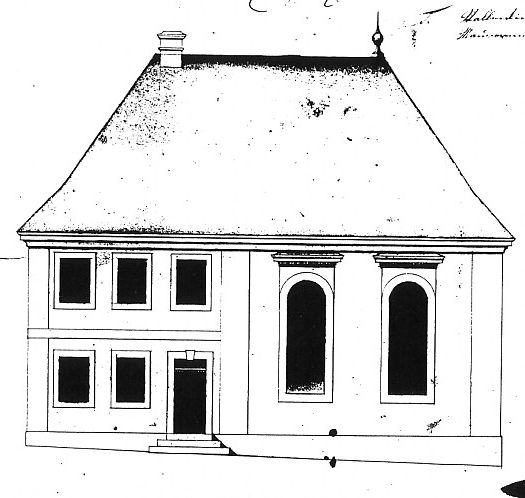
Ansicht des Gebäudes
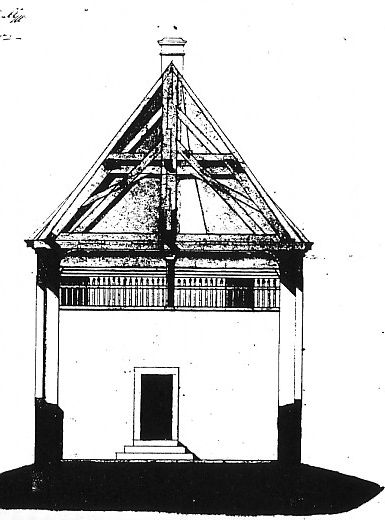
Querschnitt
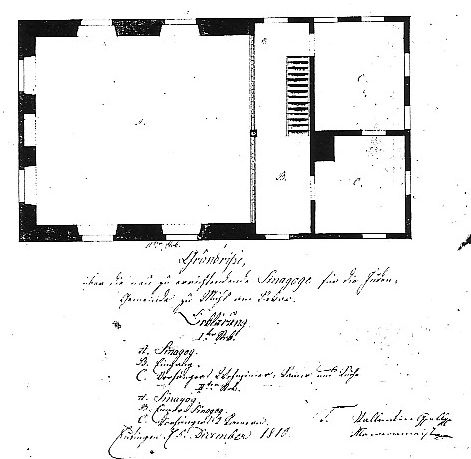
Grundriss mit Erläuterungen